# هارولد إل. هوليداي
هارولد إل. هوليداي هو سياسي أمريكي، ولد في 28 يونيو 1918، وتوفي في 21 مارس 1985. انتخب عضو مجلس نواب ولاية ميزوري ‏.